# Gran Turismo 6
Pour les articles homonymes, voir GT6.
Gran Turismo 6 (communément abrégée en GT6) est la sixième édition de la série du jeu vidéo de simulation automobile Gran Turismo. Développé par Polyphony Digital et édité par Sony Computer Entertainment, le jeu est sorti en décembre 2013 sur PlayStation 3. En un mois seulement, le jeu s'est vendu à plus de 2 millions exemplaires.
Sony annonce en décembre 2017, sur le site officiel du jeu, la fin des services de Gran Turismo 6 Online pour la date du 28 mars 2018, à 13h CEST. Le téléchargement de contenu utilisable dans le jeu est quant à lui interrompu à partir du 31 janvier 2018.

## Développement
Le développement du jeu a été annoncé par Kazunori Yamauchi lors d'une interview accordée à IGN. Rares sont les informations qui ont filtré depuis l'annonce faite par Polyphony Digital concernant le développement du jeu. Une démonstration jouable de Gran Turismo 6 est disponible en ligne depuis le 2 juillet 2013. Avant son dévoilement officiel beaucoup de rumeurs faisaient état d'une sortie sur PlayStation 4, due au développement long de chaque volet. Le jeu est cependant sorti sur PlayStation 3, mais propose toutefois un nouveau moteur graphique et physique.

## Principales évolutions
- 1241[7] véhicules et 41 circuits
- Météo évolutive, fuseaux horaires et système de simulation astronomique
- Nouveaux menus plus clairs
- Mode multijoueur revisité
- Partie graphique améliorée sur la base de GT5 et un nouveau moteur physique développé en partenariat avec Yokohama Rubber et KW Automotive
- Arrivée des pièces aérodynamiques réelles
- DLC : possibilité de créer un circuit avec les données GPS de votre véhicule réel
- Pavage adaptatif (Tesselation)

## Démonstration jouable
Une démonstration jouable de Gran Turismo 6 est disponible en téléchargement sur le PlayStation Store depuis le 2 juillet 2013. Polyphony Digital profite de cette occasion pour lancer officiellement la nouvelle saison du Nissan GT Academy qui s'est faite en ligne sur la démo, et permettant de remporter une place de pilote pour une saison entière chez Nissan.

## Liste des circuits
| Circuits réels                    | Circuits réels                                | Circuits réels       | Circuits réels |
| No.                               | Nom                                           | Lieu                 | Pays           |
| --------------------------------- | --------------------------------------------- | -------------------- | -------------- |
| 1                                 | Fuji Speedway                                 | Oyama                | Japon          |
| 2                                 | Circuit de Tsukuba                            | Shimotsuma           | Japon          |
| 3                                 | Circuit de Suzuka                             | Suzuka               | Japon          |
| 4                                 | Twin Ring Motegi                              | Motegi               | Japon          |
| 5                                 | Indianapolis Motor Speedway                   | Indianapolis         | États-Unis     |
| 6                                 | Daytona International Speedway                | Daytona Beach        | États-Unis     |
| 7                                 | Mazda Raceway Laguna Seca                     | Monterey             | États-Unis     |
| 8                                 | Willow Springs International Motorsports Park | Willow Springs       | États-Unis     |
| 9                                 | Circuit de Silverstone                        | Silverstone          | Royaume-Uni    |
| 10                                | Circuit de Brands Hatch                       | Longfield            | Royaume-Uni    |
| 11                                | Goodwood Hillclimb                            | Goodwood House       | Royaume-Uni    |
| 12                                | Nürburgring                                   | Nürburg              | Allemagne      |
| 13                                | Red Bull Ring                                 | Spielberg (Autriche) | Autriche       |
| 14                                | Autodromo Nazionale di Monza                  | Monza                | Italie         |
| 15                                | Circuit de Spa-Francorchamps                  | Francorchamps        | Belgique       |
| 16                                | Circuit de la Sarthe                          | Le Mans              | France         |
| 17                                | Ascari Race Resort                            | Ronda                | Espagne        |
| 18                                | Mount Panorama Motor Racing Circuit           | Bathurst             | Australie      |
| 19                                | Côte D'Azur                                   | Monaco               | Monaco         |
| Circuits urbains (fictifs)        |                                               |                      |                |
| N°                                | Nom                                           | Lieu supposé         | Pays           |
| 1                                 | London                                        | Londres              | Royaume-Uni    |
| 2                                 | Circuito di Roma                              | Rome                 | Italie         |
| 3                                 | Circuito de Madrid                            | Madrid               | Espagne        |
| 4                                 | Tokyo R246                                    | Tokyo                | Japon          |
| 5                                 | Special Stage Route 5 & 7                     |                      | Japon          |
| Circuits originaux (fictifs)      |                                               |                      |                |
| N°                                | Nom                                           | Lieu supposé         | Pays           |
| 1                                 | Eiger Nordwand                                | Kleine Scheidegg     | Suisse         |
| 2                                 | Matterhorn Circuit                            | Gornergrat           | Suisse         |
| 3                                 | High Speed Ring                               |                      |                |
| 4                                 | Trial Mountain Circuit                        |                      |                |
| 5                                 | Cape Ring                                     |                      |                |
| 6                                 | Grand Valley Speedway                         |                      |                |
| 7                                 | Deep Forest Raceway                           |                      |                |
| 8                                 | Gran Turismo Arena                            |                      |                |
| 9                                 | Special Stage Route X                         |                      |                |
| 10                                | Autumn Ring                                   |                      |                |
| 11                                | Apricot Hill Raceway                          |                      |                |
| 12                                | Kart Space I/II                               |                      |                |
| 13                                | Circuito de la Sierra                         | Sierra de Cadix      | Espagne        |
| 14                                | Mid-Field Raceway                             |                      |                |
| Circuits terre et neige (fictifs) |                                               |                      |                |
| N°                                | Nom                                           | Lieu supposé         | Pays           |
| 1                                 | Eiger Nordwand Trail                          | Kleine Scheidegg     | Suisse         |
| 2                                 | Chamonix                                      | Chamonix             | France         |
| 3                                 | Toscana                                       | Toscane              | Italie         |

## Événements spéciaux
Les événements spéciaux sont des défis proposés aux joueurs en dehors de la carrière avec des particularités pour chaque épreuve.

### Défi Red Bull X
Présentée comme la voiture la plus rapide du monde, la X2010 est un prototype né de la collaboration entre Gran Turismo et Adrian Newey, de l'équipe Red Bull Racing. Dans GT6, trois nouveaux modèles sont présents : la X2014 junior, la X2014 standard et la X2014 fan car. Le but est de battre le chrono de Sebastian Vettel sur différents circuits.

### Goodwood Festival of Speed
Le Goodwood Festival of Speed est un grand festival de voiture et de sport automobile. Il se tient chaque année en juillet sur les terres du manoir de Lord Charles March au Royaume-Uni. Auparavant, seules certaines personnalités étaient autorisées à participer à ce prestigieux événement. Le jeu propose de prendre part à cette course de côte avec différentes voitures.

### Exploration lunaire
Dans cet événement spécial, le joueur peut prendre les commandes du rover lunaire utilisé pour la première fois lors de la mission Apollo 15 en juillet 1971. Les courses retracent les missions des astronautes dans la crevasse de Rima Hadley, au pied de la chaîne des Apennins. La particularité du pilotage vient de la gravité, six fois moins forte que celle de la Terre.

### Hommage à Ayrton Senna
Le pilote légendaire Ayrton Senna est mort à l'âge de 34 ans, le 1er mai 1994, à la suite d'un accident sur le circuit d'Imola en Italie. 20 ans après cette disparition, Gran Turismo retrace les débuts de la carrière du champion, en partenariat avec la Fondation Ayrton Senna. Le joueur découvre l'histoire de Senna en quatre parties par le biais de photos et vidéos et peut conduire certaines de ses voitures : le kart DAP #17, la formule 3 West Surrey Racing et la Lotus 97T.

### Rallye chrono Sierra
Cet événement se déroule sur le Circuito de la Sierra, une piste de 27 km de long qui fait le tour d'un immense réservoir d'eau dans la région andalouse, en Espagne. Le franchissement des points de passage rapporte des secondes supplémentaires et le dépassement des autres voitures crée des combos pour marquer des points plus rapidement. La voiture possède en plus pour cette épreuve un kit nitro qui fournit un boost de puissance temporaire.